# Gerechtigkeitsbrunnen (Biel)

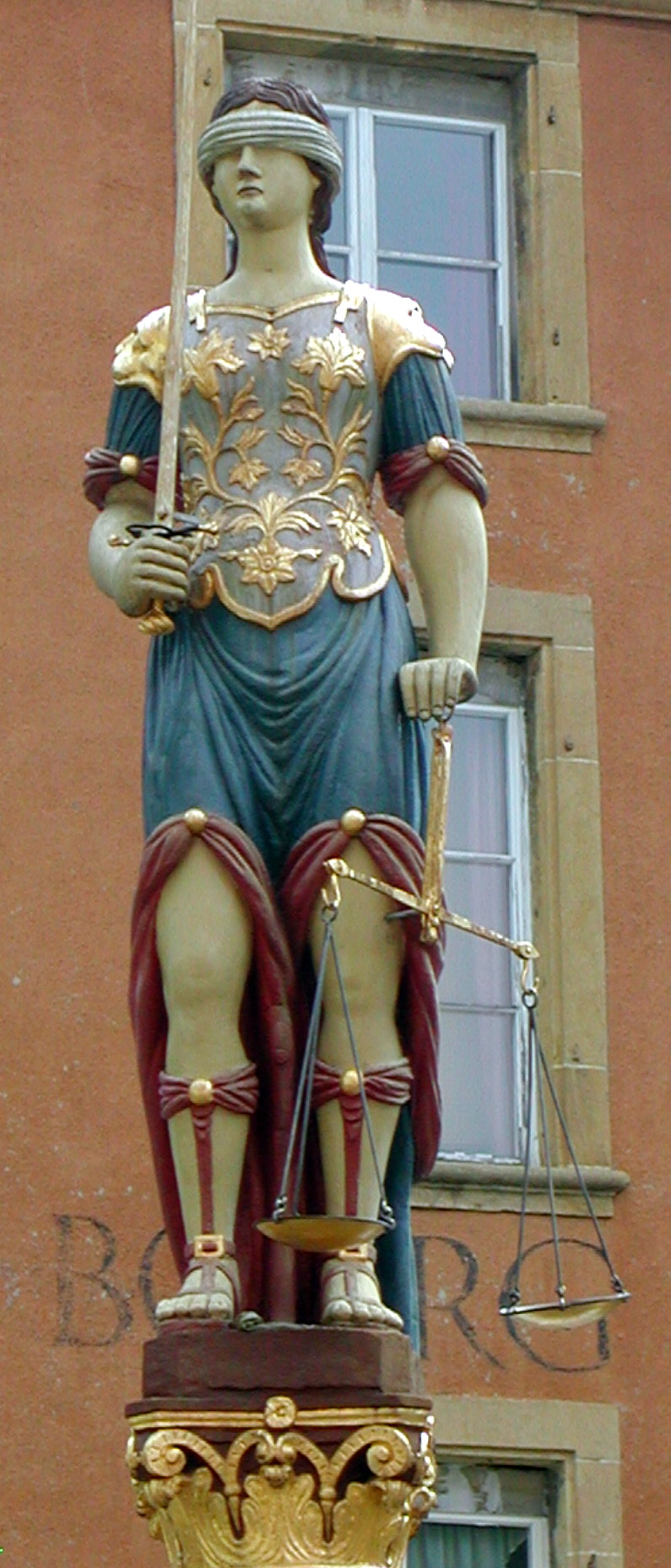
Gerechtigkeitsbrunnen, Detail Justitia (2008)

Der Gerechtigkeitsbrunnen in Biel/Bienne im Schweizer Kanton Bern ist einer von drei farbigen, historischen Figurenbrunnen in der Altstadt. Er wurde im Bezug zum Rathaus aufgestellt und steht als Kulturgut unter Denkmalschutz. Er ist ein Bild für die eigene Gerichtsbarkeit der Stadt Biel.

## Lage
Der Brunnen, in Biel auch «Justitiabrunnen» genannt, steht auf dem Burgplatz gegenüber dem Rathaus und der ehemaligen Kanzlei in der Burggasse 27 und 29. Er steht auf dem höher gelegenen Teil des ansteigenden Platzes.

## Geschichte

Gerechtigkeitsbrunnen, Abbildung zwischen 1898 und 1907

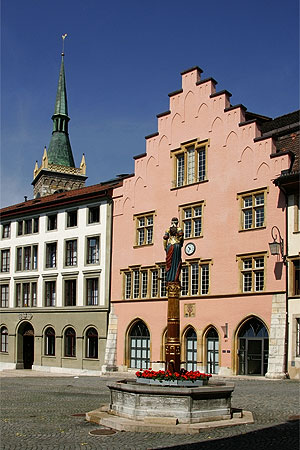
Ausrichtung der Justitia auf das Rathaus (2005)

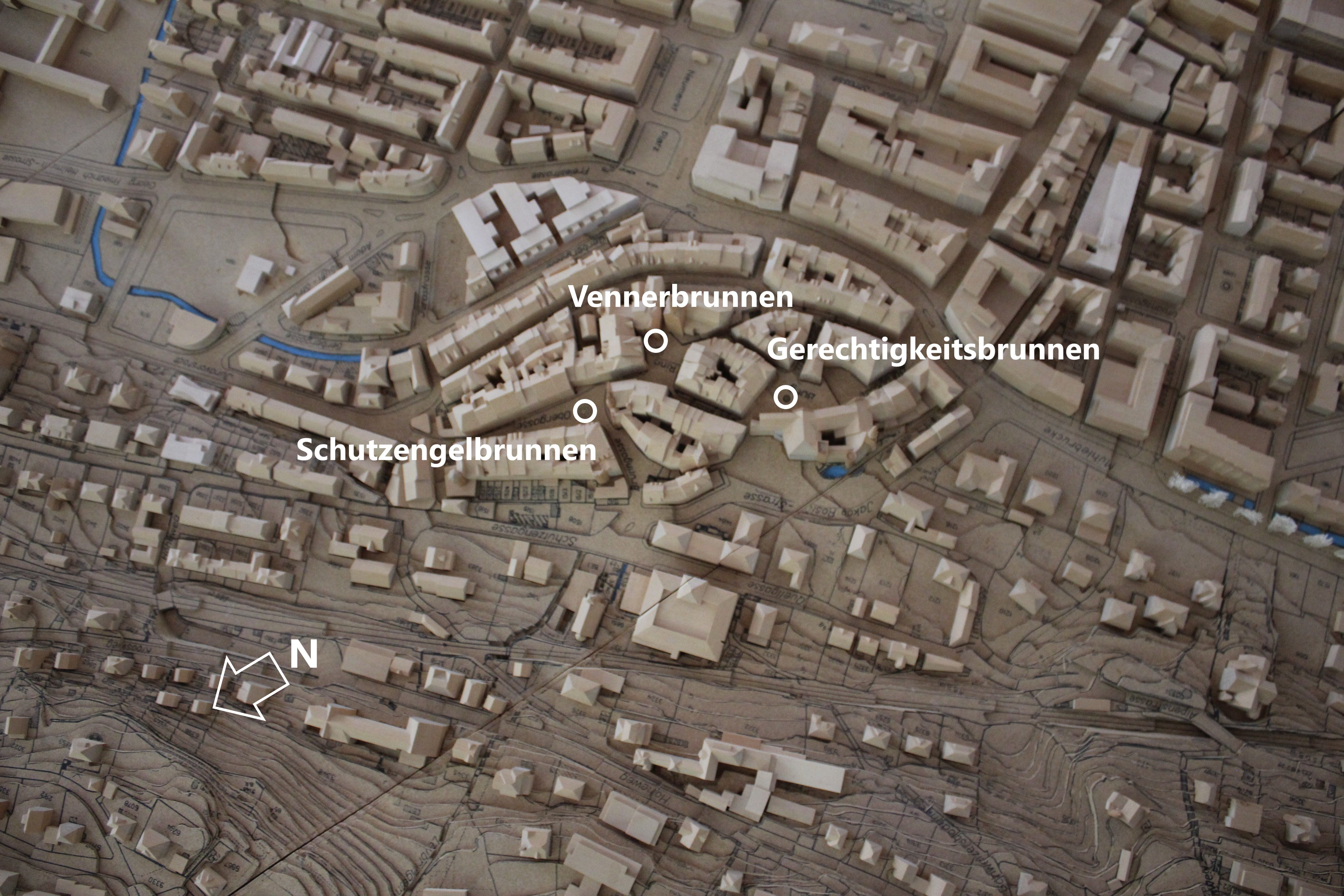
Altstadtmodell Biel mit Figurenbrunnen

### Brunnen
Der Gerechtigkeitsbrunnen wurde im Jahr 1534, nach anderen Quellen 1535 kurz nach dem Rathaus an Stelle eines älteren Holztroges errichtet. Ein von Niklaus Nieschang gestalteter Stock kam 1650 dazu. Die erste Justitia schuf der Bildhauer Johannes Hesch(e)ler aus Bern. Er erhielt dafür damals 34 Kronen. Die zweite Justitia wurde 1714 von Jean Boyer geschaffen. Mit dem aus Frankreich immigrierten Boyer gab es einen mehrere Jahre andauernden Streit über den Lohn, der dem Bischof von Basel zur Entscheidung vorgelegt wurde. Boyer stellte 1746 Rechnungen für die Brunnenfigur sowie Pläne und Modelle für die Stadtkanzlei aus dem Jahr 1719. Ihm wurde in der Folge unbegründete Rechnungstellung und üble Nachrede vorgeworfen. Bis zu seinem Tod 1748 wurde der Streit nicht geklärt, aber seine drei Töchter hielten die Forderungen aufrecht. Der Bischof berief 1760 eine 11 Tage dauernde Konferenz in Péry ein. Dort wurden die Rechnungen nicht anerkannt.
Boyers Statue ist mit verbundenen Augen und erhobenem Richtschwert in der rechten Hand sowie einer Waage mit geneigtem Waagebalken in der linken Hand dargestellt. Sie ist auf das Rathaus ausgerichtet.
Im Jahr 1846 erneuerte Joseph Menth das Wasserbecken. 1848 wurde der kleine Trog ersetzt. Neue Bemalungen sind aus den Jahren 1758 und 1776 bekannt. Weitere Instandsetzungen folgten 1868, 1899, 1929, 1935 sowie 1958. Über die Jahre senkte sich der Brunnen ungleichmäßig und geriet in Schieflage. 1980 begannen aufwendige Arbeiten zur Festigung des Fundaments. Die Brunnensanierung wurde 1999 abgeschlossen.

### Wasserversorgung
Im Mittelalter wurde frisches Wasser über Holzleitungen von der «Brunnquelle», nach einem römischen Münzfund 1848 auch «Römerquelle» genannt, zu neun öffentlichen Brunnen in der Altstadt geführt. Auch der Gerechtigkeitsbrunnen, der Vennerbrunnen und der Schutzengelbrunnen wurden so gespeist. Die Stadtbevölkerung deckte damals mit dem reichlich vorhandenen Wasser ihren täglichen privaten und gewerblichen Bedarf. Private Brunnen in den Innenhöfen wurden ab dem 16. Jahrhundert aus der gleichen Quelle betrieben. Teilweise ist das heute noch so. Die öffentlichen Brunnen wurden umgerüstet und werden aus dem städtischen Wassernetz versorgt.

## Beschreibung
In der Mitte des achteckigen Beckens aus Steinplatten mit Diamantschnitt-Kassetten befindet sich ein kannelierter, farbig rot und gold gefasster Brunnenstock mit vier Messingröhren und einem zierlichen Kapitell. Dem Hauptbecken ist ein kleines Rechteckbecken an die Seite gestellt.
Denkmalpflegerisch wird der Brunnen als «künstlerisch und historisch bedeutendes Objekt an prominenter Lage» bewertet und wurde durch den Regierungsratsbeschluss «RRB 3428» vom 27. Juli 1909 geschützt und 2003 rechtswirksam im Bauinventar des Kantons als «schützenswert» verzeichnet.

## Trivia
Das Bieler Tagblatt meldete 1978 den Diebstahl der Waage. Dem Dieb war die Tat leicht gemacht worden. Er konnte die Waage über ein Gerüst erreichen, dass errichtet worden war, um Vandalismusschäden an der Justitia zu beseitigen.